# ヴォリノ＝ナジェジジンスコエ
ヴォリノ＝ナジェジジンスコエ（ロシア語: Вольно-Надеждинское）はロシア連邦東部の沿海地方にあり、ナジェジジンスコエ地区の中心に位置する村。人口は6,694人（2010年全ロシア国勢調査）。